# Atoompool
Een atoompool is een groep van verzekeringsmaatschappijen die in poolverband schaderisico's door kernongevallen verzekert, met name van kerncentrales. Een atoompool komt in vele landen voor. De betreffende verzekeraars accepteren hun aandeel voor eigen rekening; het is niet toegestaan hun aandeel te herverzekeren. De gehele atoompool kan wel optreden als herverzekeraar voor een andere atoompool. Op grond van internationale afspraken verzekeren de atoompools nucleaire risico's over de hele wereld.

## Nederland
De Nederlandse Atoompool (voluit de Nederlandse Pool voor Verzekering van Atoomrisico's) is een pool van ongeveer twintig verzekeraars. De Atoompool is opgericht in 1958. De Atoompool verzekert nucleaire risico's in Nederland en treedt op als herverzekeraar voor buitenlandse atoompools.
Op grond van de Wet aansprakelijkheid kernongevallen (Wako) is de exploitant van een kerninstallatie aansprakelijk voor alle schade aan personen, zaken of vermogen, veroorzaakt door een kernongeval. De exploitant is verplicht een aansprakelijkheidsverzekering af te sluiten met een minimaal verzekerd bedrag van € 1,2 miljard. Wanneer de schade meer is dan € 1,2 miljard dan staat de overheid garant voor het meerdere.

## Duitsland
De Duitse atoompool is de Deutsche Kernreaktor-Versicherungsgemeinschaft (DKVG). De verzekerde risico's betreffen zowel schade aan de installaties zelf als schade aan derden als gevolg van storingen en ongelukken.
De Duitse kernernergiewet (Atomgesetz) schrijft voor dat de totale dekking voor derdenschade zo'n 2,5 miljard euro bedraagt, waarvan 256 miljoen door DKVG wordt gedekt. De rest wordt gedekt door een solidariteitsovereenkomst tussen de vier grote energiebedrijven in Duitsland (E.ON, RWE, EnBW en Vattenfall). Boven de 2,5 miljard euro geldt dat de exploitant van een kerncentrale volledig aansprakelijk is voor alle gevolgschade. Wat tekortkomt wanneer de middelen van een individueel bedrijf zijn uitgeput, wordt door de Duitse federale overheid gedekt.